# モエビ科
モエビ科（モエビか、学名: Hippolytidae）は、エビの分類群の一つ。アシナガモエビ、コシマガリモエビ、アカシマシラヒゲエビ、イソギンチャクモエビ、イバラモエビなど、海生の多種多様なエビを含む。
総称として「モエビ」も用いられるが、標準和名のモエビはクルマエビ科の一種 Metapenaeus moyebi (Kishinouye, 1896) を指す。さらに日本各地の方言では小エビの総称として広く用いられるので注意を要する。

## 特徴
300種以上が海生で、熱帯から寒帯、汽水域から深海まで、それぞれの環境に適応した多くの種類がある。大きさは1cmくらいのものから10cmを超えるものまで様々で、外見も種類によって変異に富む。成体はあまり泳がず、海中の岩石や海藻（海草）、サンゴなどの陰に潜むため「モエビ」（藻蝦）の和名が充てられたとみられる。
口のまわりにある3対の顎脚のうち、外側の第3顎脚が大きく発達する。このため歩脚が6対12本あるようにも見える。5対の歩脚のうち、前の2対は先端に小さなはさみがある。第1歩脚は太くがっしりしているが、第2歩脚は細長く、腕節がいくつかの節に分かれる。これは同じ上科のテッポウエビ科等にも共通する。
腹部は中央から下方に折れた、いわゆる「腰が曲がった」体型で、体つきは太く短いものが多い。複眼の間に伸びる額角は一般的に鋸歯が発達し、形状は種類によって変異に富む。深海性のトゲモエビ、トゲトゲモエビ、トサカモエビ、イバラモエビなどは額角だけでなく頭胸甲上にも大きな棘がモヒカン刈りのように並び、和名もその点に由来する。その一方、イソギンチャクモエビのように額角が短く棘もほとんど目立たない種類もいる。

## 生態の多様性
モエビ科は浅海性の種類と深海性の種類が同じ属に分類される例もあり、海のあらゆる環境に適応放散したグループである。
インド太平洋沿岸のマングローブ域には、エビ類では非常に珍しい半陸生の生態を示すキノボリエビ Merguia oligodonという種類が知られる。潮が引いたマングローブで、和名通り湿った木の根によじ登って藻類を食べる。
海岸では各地域の環境に適応した多数の小型種が生息し、例えば日本ではアシナガモエビ Heptacarpus futilirostris、ヤマトモエビ Eualus leptognathus 等が見られる。内湾のアマモ場に生息するコシマガリモエビ H. geniculatus、ツノモエビ H. pandaloides、ホソモエビ Latreutes acicularis 等は前後に細長い体型と緑色の体色が特徴で、これらはアマモの茂みに紛れて擬態している。
大型動物と共生するものもいて、特にサンゴ礁域では、クラゲにつくクラゲモエビ Latreutes anoplonyx、サンゴにつくサンゴモエビ Saron neglectus、大型イソギンチャクにつくイソギンチャクモエビ Thor amboinensis、バルスイバラモエビ Lebbeus balssi、ウミシダにつくコマチイバラモエビ Lebbeus comanthi 等の共生エビが生息する。モエビ科の共生エビは体色が鮮やかで、あまり共生動物の体内には入らず、体表や周囲に見られるものが多い。
また、同じくサンゴ礁に生息するアカシマシラヒゲエビ Lysmata amboinensis 、シロボシアカモエビ Ly. debelius 等はウツボやハタ等の大型魚の体表を掃除する。これらはスキューバダイビングや水族館での観察対象としても人気がある。
深海では小型種に加え、トゲモエビ Spirontocaris brevidigitata、キシノウエモエビ（モエビモドキ）Birulia kishinouyei、イバラモエビ Lebbeus groenlandicus 等の大型種が生息する。大型種はタラバエビ類と共に漁獲され、食用にされることがある。

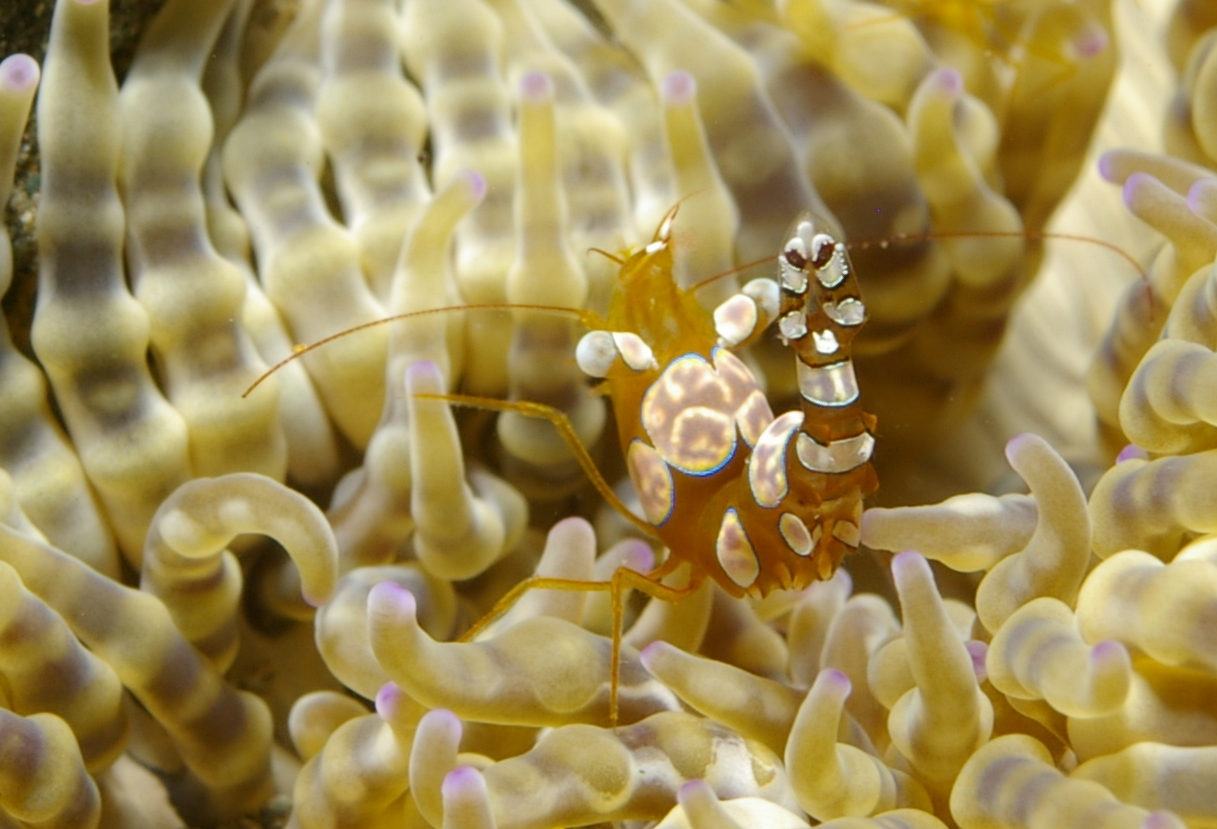
イソギンチャクモエビ Thor amboinensis 大型イソギンチャクと共生する
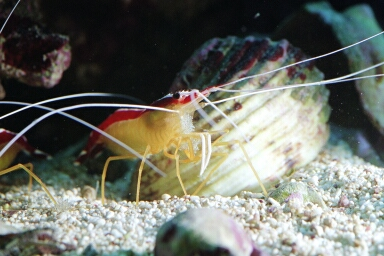
アカシマシラヒゲエビ Lysmata amboinensis アカスジモエビとも呼ばれる。太平洋とインド洋の熱帯域に広く分布する
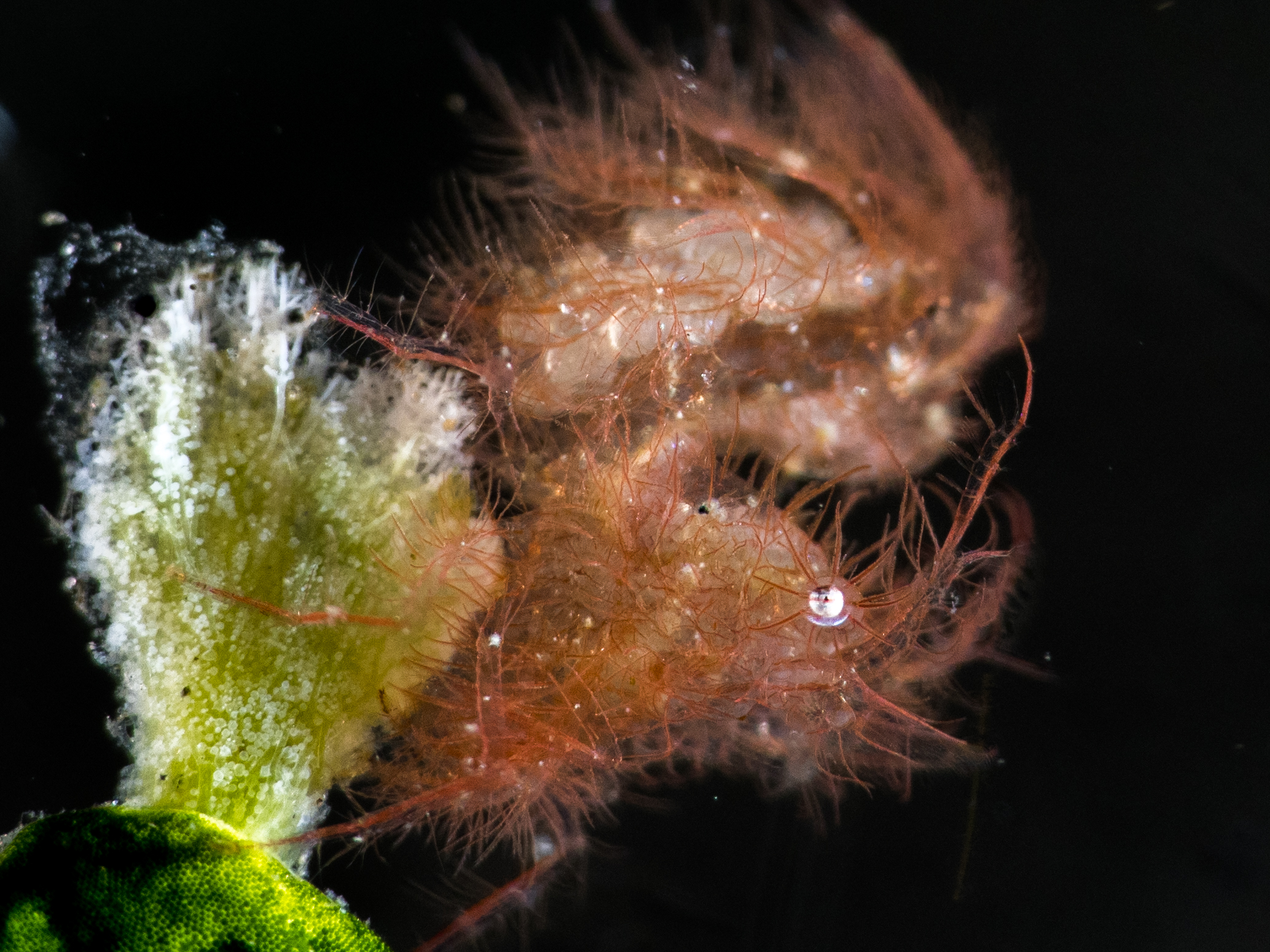
ヘアリーシュリンプ（オランダ語版）
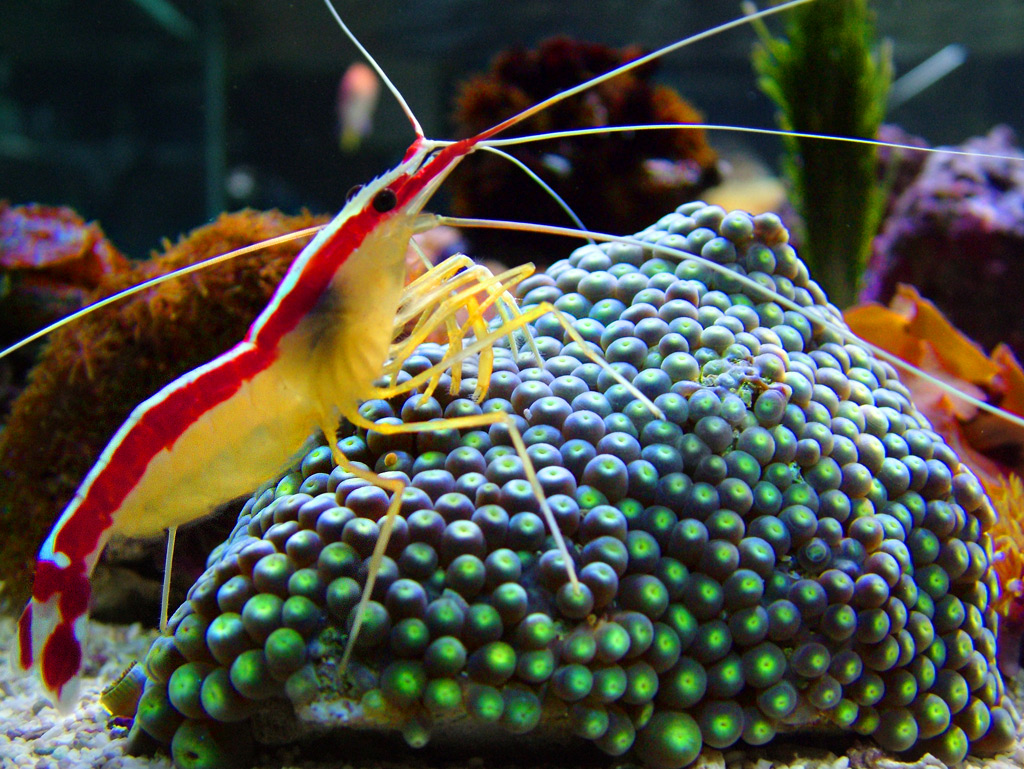
クリーナーシュリンプ（英語版）のアカシマシラヒゲエビ

## 分類
40ほどの属に分けられる。
| - オニモエビ属 Alope White, 1847 - 2種 - 属 Bathyhippolyte Hayashi et Miyake, 1970 - 1種 - モエビモドキ属 Birulia Bražnikov, 1903 - キシノウエモエビ（モエビモドキ）を含む2種 - 属 Bythocarides Sokolov, 2002 - 1種 - 属 Bythocaris Sars, 1870 - 17種 - 属 Calliasmata Holthuis, 1973 - 3種 - 属 Caridion Goës, 1864 - 2種 - 属 Chorismus Bate, 1888 - 2種 - 属 Cryptocheles Sars, 1870 - 1種のみ - イソモエビ属 Eualus Thallwitz, 1892 - ヤマトモエビ、イソモエビ等37種 - 属 Eumanningia Crosnier, 2000 - 1種 - 属 Exhippolysmata Stebbing, 1915 - 4種 - 属 Gelastocaris Kemp, 1914 - 1種 - 属 Gelastreutes Bruce, 1990 - 1種 - ツノモエビ属 Heptacarpus Holmes, 1900 - アシナガモエビ、アシナガモエビモドキ、コシマガリモエビ、ツノモエビ等34種 - ナガレモエビ属 Hippolyte Leach, 1814 [in Leach, 1813–1815] - ナガレモエビ等31種 - ヒラツノモエビ属 Latreutes Stimpson, 1860 - ホソモエビ、クラゲモエビ、タコクラゲモエビ、ヒラツノモエビ等17種 - イバラモエビ属 Lebbeus White, 1847 - イバラモエビ等47種 - 属 Leontocaris 属 Stebbing, 1905 - 8種 | - 属 Ligur Sarato, 1885 - 1種 - ヒゲナガモエビ属 Lysmata Risso, 1816 - アカシマシラヒゲエビ（アカスジモエビ）、シロボシアカモエビ（ホワイトソックス）、ヒゲナガモエビ、アカモエビ等36種 - スカシモエビ属 Lysmatella Borradaile, 1915 - 1種 - キノボリエビ属 Merguia Kemp, 1914 - 2種 - 属 Merhippolyte Bate, 1888 - 7種 - 属 Mimocaris Nobili, 1903 - 1種 - 属 Nauticaris Bate, 1888 - 3種 - 属 Paralatreutes Kemp, 1925 - 1種 - 属 Paralebbeus Bruce et Chace, 1986 - 2種 - リュウグウモエビ属 Parhippolyte Borradaile, 1899 - リュウグウモエビ等3種 - 属 Phycocaris Kemp, 1916 - 1種 - サンゴモエビ属 Saron Thallwitz, 1891 - サンゴモエビ等4種 - トゲモエビ属 Spirontocaris Bate, 1888 - アマモトゲモエビ、トゲトゲモエビ、トゲモエビ等20種 - トゲヒメサンゴモエビ属 Thinora Bruce, 1998 - 1種 - ヒメサンゴモエビ属 Thor Kingsley, 1878 - イソギンチャクモエビ、ヒメサンゴモエビ等12種 - 属 Thorella Bruce, 1982 - 1種 - トガリモエビ属 Tozeuma Stimpson, 1860 - トガリモエビ等11種 - 属 Trachycaris Calman, 1906 - 2種 |